# Gloeostereum incarnatum
Gloeostereum incarnatum — вид грибів, що належить до монотипового роду Gloeostereum. В Китаї його називають 榆 耳, що дослівно перекладається як «вухо в'язу».

## Поширення та середовище існування
Зростає на широколистяних деревах у Східній Азії, північній Японії, північному Китаї та східному Сибіру.

## Практичне використання
Їстівний гриб, який додають в страву радість Будди.